# Стејт оф ориџин
Стејт оф ориџин (енгл. State of Origin) је рагби 13 спектакл, који се одржава сваке године у Аустралији, а у коме се надмећу велики ривали "Квинсленд маронс" и "Нови Јужни Велс блузс". Стејт оф ориџин се одржава од 1982. године, а у серији се играју три утакмице на различитим стадионима. Стејт оф ориџин изазива велико интересовање код аустралијског народа, стадиони су пуни, а још много људи гледа утакмице преко телевизије или интернета.
Аустралија је највећа светска суперсила у рагбију 13. У Стејт оф ориџин, рагбисти играју за аустралијску државу, где су одиграли прву сениорску, професионалну рагби 13 утакмицу. Победник серије осваја "Стејт оф ориџин шилд". У досадашњој историји, Квинсленд је победио у 22 серије, две серије су завршене нерешено, а Нови Јужни Велс је тријумфовао у 15 серија.

## Тимови учесници
Аустралија је уставна монархија која се састоји од шест држава (Нови Јужни Велс, Квинсленд, Јужна Аустралија, Тасманија, Викторија и Западна Аустралија). У Стејт оф ориџин, такмиче се два тима, Нови Јужни Велс блузс и Квинсленд маронс. Логично боје блузса су плаве, а боја маронса је вишња црвена.

## Селекција играча
Рагбисти играју за државу у којој су одиграли прву сениорску рагби 13 утакмицу. Географски гледано, Квинсленд и Нови Јужни Велс су државе у источном делу Аустралије.

## Воли Лујис медаља
"Воли Лујис медаља" се додељује најбољем рагбисти серије.
- 2004. Крег Фицџибон, друга линија скрама, Нови Јужни Велс, Сиднеј ростерс.
- 2005. Ентони Миничело, фулбек, Нови Јужни Велс, Сиднеј ростерс.
- 2006. Дерен Локер, халфбек, Квинсленд, Бризбејн бронкос.
- 2007. Камерон Смит, талонер, Квинсленд, Мелбурн сторм.
- 2008. Џонатан Турстон, халфбек, Квинсленд, Норт Квинсленд каубојс.
- 2009. Грег Инглис, центар, Квинсленд, Мелбурн сторм.
- 2010. Били Слетер, фулбек, Квинсленд, Мелбурн сторм.

- 2011. Камерон Смит, талонер, Квинсленд, Мелбурн сторм.
- 2012. Нејт Мајлс, друга линија скрама, Квинсленд, Голд коаст титанс.
- 2013. Камерон Смит, талонер, Квинсленд, Мелбурн сторм.
- 2014. Пол Гален, стуб, Нови Јужни Велс, Кронула шаркс.
- 2015. Кори Паркер, друга линија скрама, Квинсленд, Бризбејн бронкос.
- 2016. Камерон Смит, талонер, Квинсленд, Мелбурн сторм.
- 2017. Дејн Геџи, крило, Квинсленд, Њукасл најтс.
- 2018. Били Слетер, фулбек, Квинсленд, Мелбурн сторм.
- 2019. Џејмс Тедеско, фулбек, Нови Јужни Велс, Сиднеј ростерс.
- 2020. Камерон Манстер, халбек, Квинсленд, Мелбурн сторм.

## Историја
Рагби 13 је настао у Енглеској 1895. У Аустралији се рагби 13 игра од 1908. Пре 1982. играле су се утакмице између Квинсленда и Њу Саут Велса, ЊСВ је био знатно успешнији, јер је победио у 75% утакмица. Стејт оф ориџин 1987. је одржан у Калифорнији, да би се подигла популарност рагбија 13 у САД, Квинсленд је тада победио 2-1. У 21. веку Квинсленд је био знатно успешнији. У периоду од 2006. до 2013. Квинсленд је везао рекордних 8 победа у серијама.

### Списак победника серија од 1982. године до данас.
У досадашњих 39 серија, одиграно је 117 утакмица, Квинсленд је победио 62 пута, Нови Јужни Велс 53 пута и две утакмице су завршене нерешено.
- 1982. Квинсленд 2-1.
- 1983. Квинсленд 2-1.
- 1984. Квинсленд 2-1.
- 1985. Нови јужни Велс 2-1.
- 1986. Нови јужни Велс 3-0.
- 1987. Квинсленд 2-1.
- 1988. Квинсленд 3-0.
- 1989. Квинсленд 3-0.
- 1990. Нови јужни Велс 2-1.
- 1991. Квинсленд 2-1.
- 1992. Нови јужни Велс 2-1.
- 1993. Нови јужни Велс 2-1.
- 1994. Нови јужни Велс 2-1.
- 1995. Квинсленд 3-0.
- 1996. Нови јужни Велс 3-0.
- 1997. Нови јужни Велс 2-1.
- 1998. Квинсленд 2-1.
- 1999. Нерешено 1-1-1.

- 2000. Нови Јужни Велс 3-0.
- 2001. Квинсленд 2-1.
- 2002. Нерешено 1-1-1.
- 2003. Нови Јужни Велс 2-1.
- 2004. Нови Јужни Велс 2-1.
- 2005. Нови Јужни Велс 2-1.
- 2006. Квинсленд 2-1.
- 2007. Квинсленд 2-1.
- 2008. Квинсленд 2-1.
- 2009. Квинсленд 2-1.
- 2010. Квинсленд 3-0.
- 2011. Квинсленд 2-1.
- 2012. Квинсленд 2-1.
- 2013. Квинсленд 2-1.
- 2014. Нови Јужни Велс 2-1.
- 2015. Квинсленд 2-1.
- 2016. Квинсленд 2-1.
- 2017. Квинсленд 2-1.
- 2018. Нови Јужни Велс 2-1.
- 2019. Нови Јужни Велс 2-1.
- 2020. Квинсленд 2-1.

## Стадиони
Квинсленд утакмице као домаћин игра на стадионима у Бризбејну:
- Ланг Парк, капацитет 52 500
- Квинсленд спортски и атлетски центар, капацитет 48 500

Нови јужни Велс утакмице као домаћин игра на стадионима у Сиднеју:
- Стадион Аустралија, капацитет 82 500
- Фудбалску стадион у Сиднеју, капацитет 44 000
- Крикет стадион у Сиднеју, капацитет 48 600

## Популарност
Рагби 13 је један од најпопуларнијих спортова у Аустралији. За Стејт оф ориџин, влада велико интересовање и увек се тражи улазница више.

### ТВ пренос
ТВ преноси рагби 13 утакмица Стејт оф ориџин-а иду у 91 државу. Милиони љубитеља рагбија 13 гледају Стејт оф ориџин преко малог екрана. Следеће познате медијске куће директно преносе утакмице:
- Фокс
- Скајспортс
- Најн нетворк

## Рекорди

### Индивидуални

#### Тренери
- Мал Менинга, аустралијски стручњак је предводио Квинсленд у 30 утакмица.
- Мал Менинга је победио у 19 утакмица са Квинслендом.
- Мал Менинга је победио у 9 серија са Квинслендом.

#### Играчи
- Највише одиграних утакмица - Камерон Смит, 42 утакмице.
- Највише утакмица као капитен - Воли Лујис, 30 утакмица.
- Највише победа у серијама, Камерон Смит, 11 серија.
- Највише постигнутих поена, Џонатан Турстон, 224 поена.
- Највише постигнутих есеја, Грег Инглис, 18 есеја.
- Највише постигнутих голова, Џонатан Турстон, 101 гол.
- Највише поена у серији, Рајан Гирдлер, 52 поена.
- Највише есеја у серији, Рајан Гирдлер, 5 есеја.
- Најмлађи дебитант, Бен Икин, 18 година, 83 дана.
- Најстарији играч, Петеро Сивонисева, 36 година, 74 дана.

### Тимски рекорди
- Највише поена у једној утакмици. 72 поена, трећа утакмица 2000. године.
- Најубељивија победа, Квинсленд - Нови Јужни Велс 52-6.